# Poker d'as pour un gringo
Pour plus de détails, voir Fiche technique et Distribution.
Poker d'as pour un gringo (Hai sbagliato... dovevi uccidemi subito!) est un western spaghetti italo-espagnol sorti en 1972, réalisé par Mario Bianchi sous le pseudonyme de Frank Bronston.

## Synopsis
Trois malfaiteurs braquent une banque. Après quoi, l'un des trois est éliminé par ses deux complices pour diminuer le partage du butin. Django, un agent de la Lloyds qui assure la banque, se lance à la poursuite des malfaiteurs, pour récupérer l'argent. Un shérif lui rend l'entreprise un peu compliquée, avec une complice, Kate, mais il parviendra à ses fins.

## Fiche technique
- Titre français : Poker d'as pour un gringo
- Titre original italien : Hai sbagliato... dovevi uccidermi subito
- Titre anglais aux États-Unis : Kill the Poker Player
- Genre : western spaghetti
- Réalisation : Mario Bianchi
- Scénario : Mario Bianchi, Paola Bianchi et Luis G. De Blain
- Production : Silvio Battistini pour Kinesis Film, Mundial Films
- Photographie : Rafael Pacheco
- Montage : Marcello Malvestito
- Effets spéciaux : Vitantonio Ricci
- Musique : Carlo Savina
- Décors : José Luis Galicia
- Costumes : Franco Cuppini
- Durée : 94 minutes
- Format d'image : 2.35:1
- Année de sortie : 1972
- Pays de production :  Espagne,  Italie
- Distribution en Italie : Glam Oriental Film
- Date de sortie en salle en France : 20 novembre 1974[1]

## Distribution
- Robert Woods : Jonathan Pinkerton / Django Ginsburg
- Nieves Navarro (sous le pseudo de Susan Scott) : Kate
- Frank Braña : shérif Lewis
- Ivano Staccioli : Clinton
- Carlo Gaddi : Karl
- Ernesto Colli : docteur Torres
- Enrico Canestrini
- Francesco D'Adda : pianiste du saloon
- Irio Fantini
- Vittorio Fanfoni
- Filippo Marcelli
- Ottorino Polentini